# Taviodes fulvescens
Taviodes fulvescens là một loài bướm đêm trong họ Noctuidae.